# Testamento

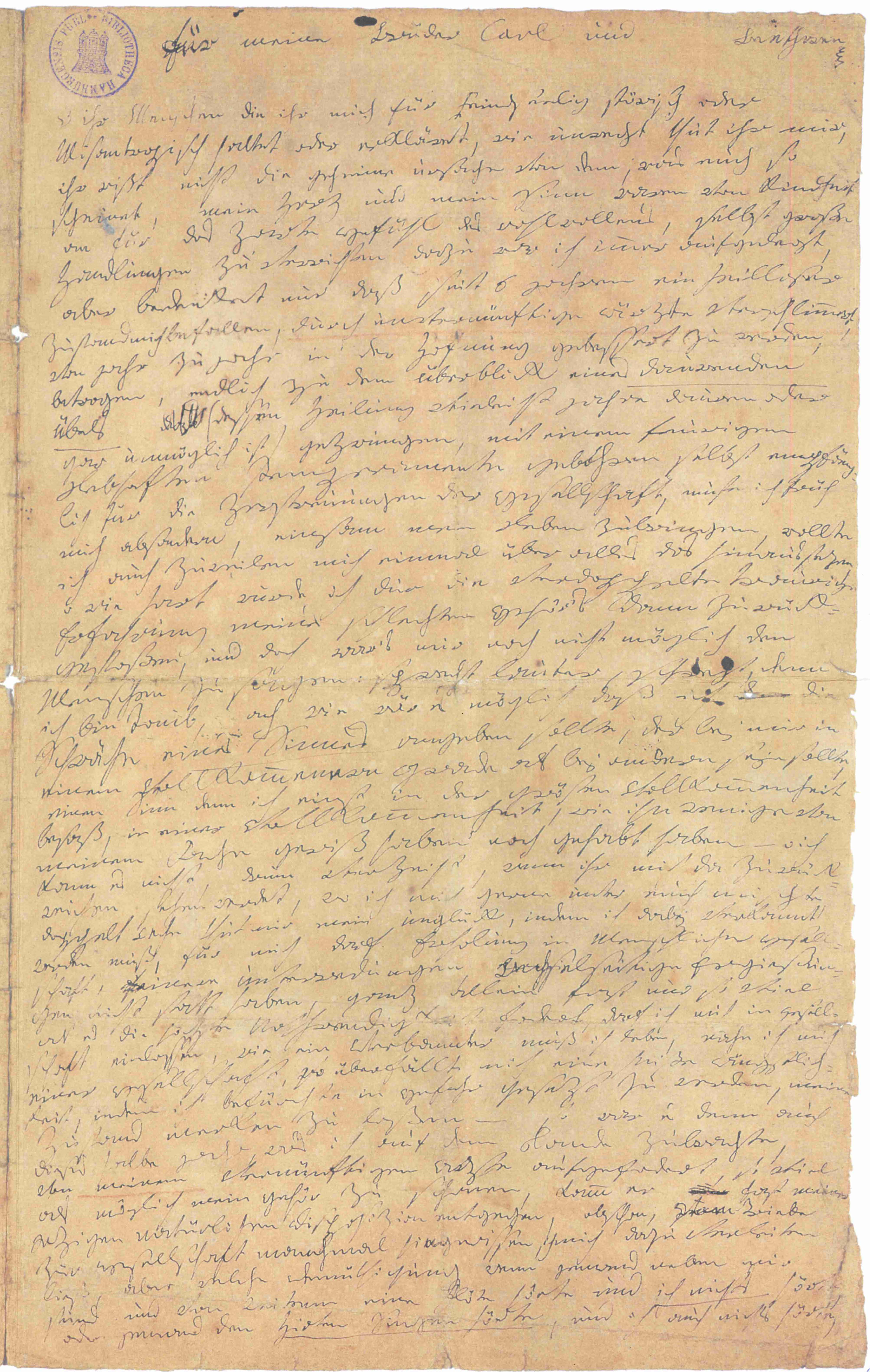
Testamento di Beethoven

Il testamento è un atto giuridico unilaterale non recettizio mortis causa mediante il quale una persona manifesta il proprio volere e dispone dei propri diritti per il tempo in cui avrà cessato di vivere.
Sconosciuto alla Mesopotamia del III millennio a.C., tale tipo di documento è tipico del II millennio a.C., con l'espandersi del modello di famiglia nucleare.

## Caratteristiche generali
Il testamento nasce dell'idea di attribuire rilevanza alla volontà del de cuius all'interno della successione a causa di morte e permettergli di decidere a chi attribuire i propri beni o diritti.
Esso è un atto unilaterale, mortis causa, di natura personale.
Le dichiarazioni in esso contenute hanno generalmente contenuto patrimoniale o comunque in grado di produrre effetti giuridici. Tuttavia può contenere anche dichiarazioni di tipo morale, filosofico, politico o di altra specie.

## Il testamento nei vari ordinamenti
L'istituto in oggetto presenta differenze da un ordinamento all'altro e fra ordinamenti nazionali differenti, per un approfondimento specifico si vedano le voci di seguito riportate.

### Antica Roma
Nell'antica Roma esistevano tre diverse procedure per effettuare testamento:
- pubblicamente a Roma, davanti ai Comitia calata;
- prima di scendere in battaglia; in questi casi, scudo in mano e toga stretta alla vita, davanti a tre commilitoni, nominavano verbalmente il proprio erede;[3]
- con l'alienazione del patrimonio.

### Italia

#### Revoca
La revocabilità del testamento costituisce un suo tratto essenziale, tanto da comparire testualmente già nella nozione di questo atto, che il legislatore fornisce al primo comma dell'art. 587 c.c.: "Il testamento è un atto revocabile con il quale taluno dispone, per il tempo in cui avrà cessato di vivere, di tutte le proprie sostanze o di parte di esse". La revocabilità del testamento consente al testatore di revocare o mutare le disposizioni testamentarie fino all'ultimo momento di vita. A tale facoltà - come emerge espressamente dal testo dell'art. 679 c.c. - il testatore non può in alcun modo rinunziare: da qui il divieto di impegnarsi verso un soggetto a istituirlo erede (cosiddetto patto istitutivo). 
La revoca può essere espressa o tacita:
- La revoca espressa può farsi con un atto che abbia gli stessi requisiti formali per un valido testamento ovvero con un atto pubblico dal quale emerga espressamente la volontà del testatore di revocare in tutto o in parte le precedenti disposizioni testamentarie.
- La revoca tacita si verifica in vari casi: innanzitutto con un testamento posteriore contenente disposizioni incompatibili con le precedenti, che si danno quindi come tacitamente revocate. In secondo luogo, con riguardo al solo testamento olografo, la sua distruzione, lacerazione o cancellazione costituisce un comportamento concludente dal quale si presume la revoca delle disposizioni in esso contenute. È fatta salva la possibilità di provare che la distruzione, lacerazione o cancellazione sono state opera di persona diversa dal testatore o che il testatore non aveva intenzione di revocare il testamento.

La revocazione testamentaria può pure avvenire di diritto (cosiddetta revoca legale). Questo avviene quando le disposizioni testamentarie, risalenti al tempo in cui il testatore non aveva o ignorava di avere figli o discendenti, sono per legge revocate in caso di sopravvenienza di figli o discendenti del testatore: si parla di revocazione per sopravvivenza di figli, disciplinata all'art. 687 c.c.